# Adorned Brood
Adorned Brood – niemiecka grupa muzyczna założona w 1993 roku w Neuss, wykonująca muzykę na pograniczu folk, viking i black metalu. Grupa ma na swoim koncie siedem albumów studyjnych i trzy dema, obecnie jest związany z niemiecką wytwórnią Black Bards.
Brzmienie zespołu charakteryzują folkowe melodie przy wsparciu dźwięków pianina i fletu, opatrzone szorstkim męskim wokalem (Markus Frost) i delikatnym głosem kobiecym (Anne). Teksty utworów oscylują wokół tematyki diabła, ciemności i mitologii.

## Historia

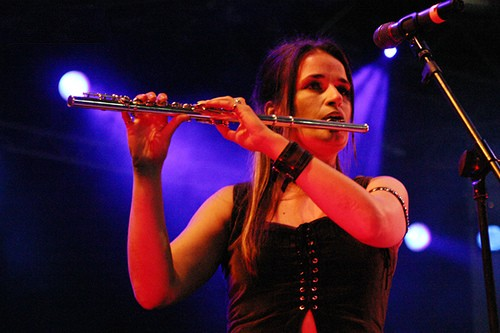
Ingeborg Anna Baumgärtel, Metal Inferno Festival, April 2007

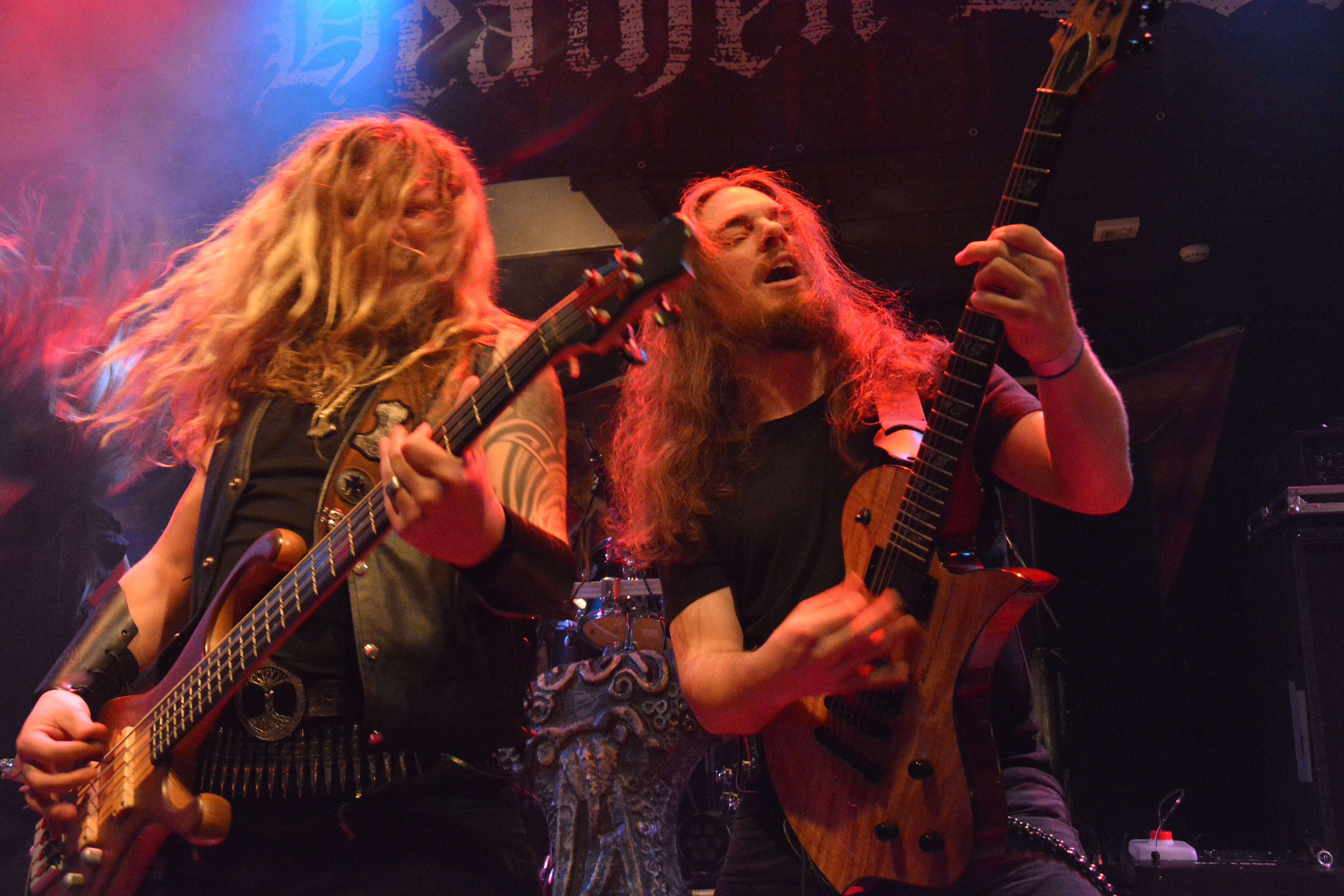
Adorned Brood beim Heathen Rock 2014

Zespół powstał w niemieckiej miejscowości Neuss w 1993 roku. Po nagraniu dwóch pierwszych wydawnictw demo (Phobos/Deimos i Wapen), muzykami zainteresowała się berlińska wytwórnia, współpracująca z grupami black i paganmetalowymi - Folter Records. Pierwszy album zatytułowany Hiltia, zawierał jedenaście utworów zespołu i ukazał się 1 marca 1996 roku. Drugi album, noszący tytuł Wigand ukazał się 6 lutego 1998 roku, nakładem wytwórni Atmosfear. Trzeci album zespołu - Asgard został wydany 16 czerwca 2000 roku z pomocą wytwórni Moonstorm.
Podczas nagrywania kolejnego, czwartego albumu grupy, do muzyków dołączył Erik Hecht, wokalista znany z Subway to Sally. Album Erdenkraft ukazał się 22 marca 2002 nakładem Moonstorm. Zespół dużo koncertował, wyruszył w trasę z Subway to Sally, a także wziął udział w festiwalach muzyki metalowej, takich jak: Summer Breeze Open Air, Party.San Open Air, Feuertanz Festival i Wave Gotik Treffen.
W 2005 roku zespół podpisał kontrakt z młodą wytwórnią Black Bards Entertainment, mającą swoją siedzibę w Gummersbach. Jeszcze tego samego roku, 27 grudnia zespół wszedł do studia, gdzie nagrał materiał na kolejną płytę Heldentat. Wydawnictwo ukazało się 1 września 2006 roku.
W 2007 roku zespół wystąpił w Hamburgu i Aalen u boku fińskiego zespołu Catamenia, a także wziął udział w Metal Inferno Festival odbywającym się w Paderborn.
W 2009 roku Adorned Brood odbył trasę koncertową z zespołami: Alestorm, Týr i Heidevolk.
Przedostatnim wydawnictwem zespołu jest płyta Hammerfeste z 1 października 2010 roku, a ostatnim album Kuningaz wydany 23 listopada 2012 roku.

## Muzycy
Opracowano na podstawie materiału źródłowego:

Obecny skład zespołu
- Markus „Teutobot” Frost – śpiew, gitara basowa (od 1993)
- Mike „Ariovist” Engelmann – perkusja (1993-1998, 2009-2010 tylko na koncertach, od 2010)
- Thorsten Derks – gitary (od 2007)
- Niklas Enns – instrumenty klawiszowe (od 2008)
- Ingeborg Anna – śpiew, flet (od 1996)
- Jan Jansohn – gitary (od 2009)

Byli członkowie zespołu
- Nermin „Oberon” Hadžović – gitary (1993-1997)
- Mirko „Pagan” Klier – gitary (1993-2001, 2007-2009)
- Klaus Röhrig – śpiew (1993-1995)
- Andreas Samek – gitary (1997-2004)
- Tim Baumgärtel – perkusja, pianino (1998-2010)
- Benjamin Ulkan – gitary (2001-2007)
- Thorsten Riekel – gitary (2004-2007)

## Dyskografia
Opracowano na podstawie materiału źródłowego:

Albumy studyjne
- Hiltia (1996, Folter Records)
- Wigand (1998, Atmosfear)
- Asgard (2000, Moonstorm)
- Erdenkraft (2002, Moonstorm)
- Heldentat (2006, Black Bards)
- Noor (2008, Black Bards)
- Hammerfeste (2010, Black Bards)
- „Kuningaz” (2012, Massacre Records)

Dema
- Phobos/Deimos (1994, wydanie własne)
- Wapen (1995, wydanie własne)
- Rehearsal '96 (1996, wydanie własne)